# Réseau de la Nièvre

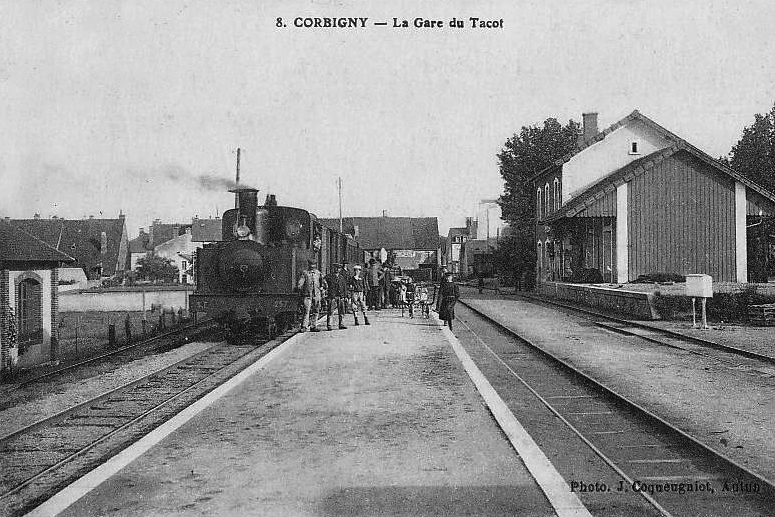
Un train en gare de Corbigny

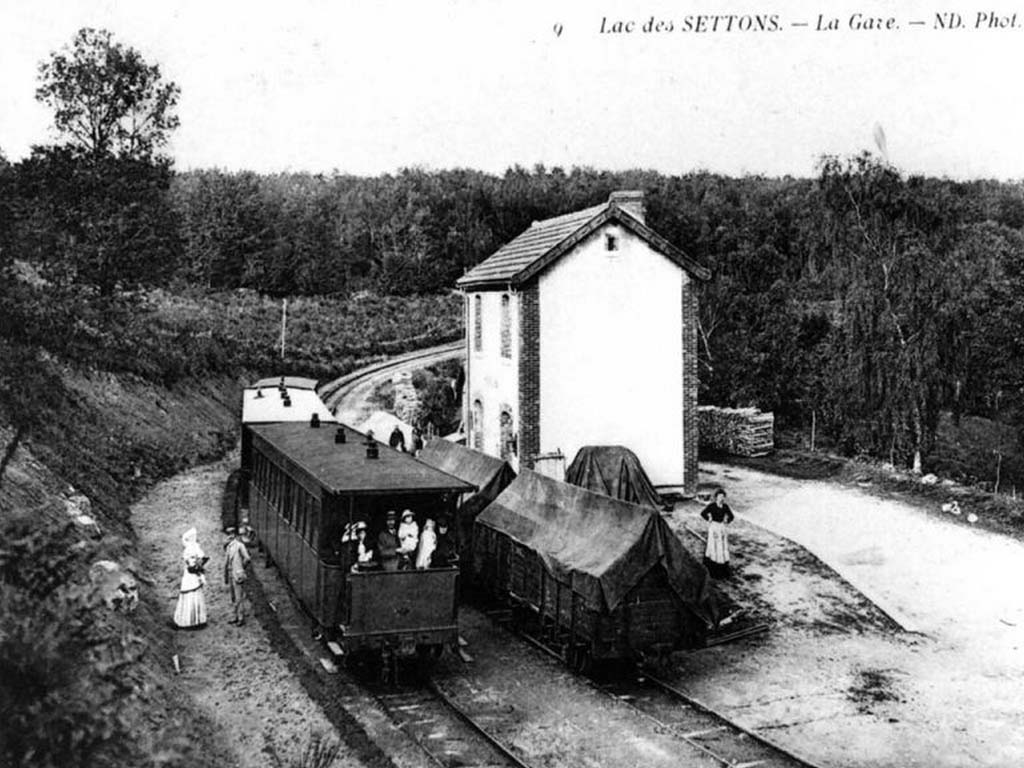
Un train en gare du lac des Settons

Le Réseau de la Nièvre est un réseau de chemin de fer à voie métrique, construit dans le département de la Nièvre et exploité par la société générale des chemins de fer économiques (SE).
Un réseau est concédé à la Compagnie des chemins de fer de la Nièvre en 1896, ouvert à partir de  1901 et rétrocédé à la SE en 1902.  Le réseau est concédé au titre de l'intérêt local.
Le réseau disparait entre 1933 et 1939.

## Les lignes

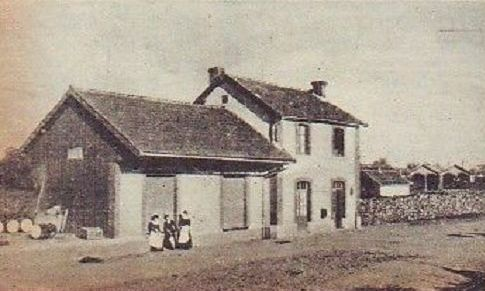
La gare d'Ouroux-en-Morvan sur la ligne de Saulieu.

- Corbigny - Saulieu, (76 km), ouverture le 1er juillet 1903[3] ; Voir article détaillé Chemin de fer de Corbigny à Saulieu;

Corbigny - Alligny, (62 km),  ouverture en 1901, fermeture le 5 mars 1939
Alligny - Saulieu, (14 km), ouverture en 1903
- Nevers -  Corbigny, (74 km), fermeture le 5 mars 1939

Nevers -  Saint-Saulge, (43 km), ouverture le 20 décembre 1904 ;
Saint-Saulge - Chitry-les-Mines, (27km), ouverture en 1905
Chitry-les-Mines - Corbigny, (3 km), ouverture le 1er juillet 1903
- Cosne - Saint-Amand-en-Puisaye, (22 km), (ligne isolée), ouverture en 1905, fermeture le 5 mars 1939
- Saint-Révérien - Brinon-sur-Beuvron, (8 km), embranchement, ouverture en 1906, fermeture le 1er août 1933
- Saint-Saulge - Moulins-Engilbert, (33 km), embranchement, fermeture en 1936

Saint-Saulge - Tamnay, (21 km), ouverture en 1905
Tamnay - Moulins-Engilbert, (12 km), ouverture en 1910,
Le centre du réseau était situé à Nevers où se trouvaient le dépôt et les ateliers. Il existait à Corbigny un dépôt et des ateliers ainsi qu'à Ouroux en Morvan.

## Ouvrages d'art
Il existe un pont de 4 arches sur la ligne de Nevers à Corbigny à Chitry-les-Mines pour franchir l'Yonne. Ce pont existe toujours.

## Matériel roulant

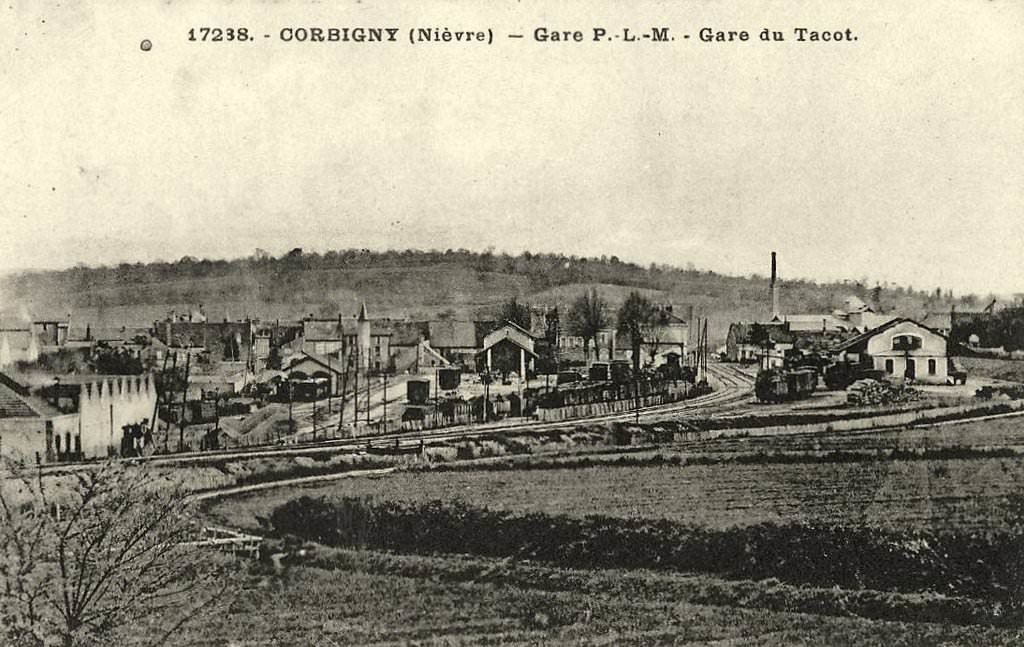
La gare de Corbigny, centre du réseau. La gare S.E est située sur la gauche de l'image.

- Locomotives à vapeur

N° 2571 à 2577, type 120 T, livrées en 1905 par Corpet -Louvet
N° 3121 à 3124, type 030 T, livrées en 1901 par Corpet-Louvet
N° 3131 à 3133, type 030 T, livrées en 1901 par Corpet-Louvet
N° 3681 à 3684, type 130 T, livrées en 1904 par Corpet-Louvet
N° 3685 à 3686, type 130 T, livrées en 1909 par Corpet-Louvet
N° 3687 à 3690, type 130 T, livrées en 1926 par Corpet-Louvet
- Voitures à voyageurs

24 voitures à bogies, type AB, 1re, 2e classe
6 voitures à bogies, type B, 2e classe
- Fourgons à bagages

16 fourgons à 2 essieux
- Wagons de marchandises

wagons couverts: 80 unités
wagons tombereaux: 84 unités
wagons plats: 71 unités
wagons plats à traverse mobile: 54 unités
- Wagons spéciaux

wagons grue: 4 unités

## Vestiges
Il subsite la majorité des bâtiments: les gares et les remises à locomotives.

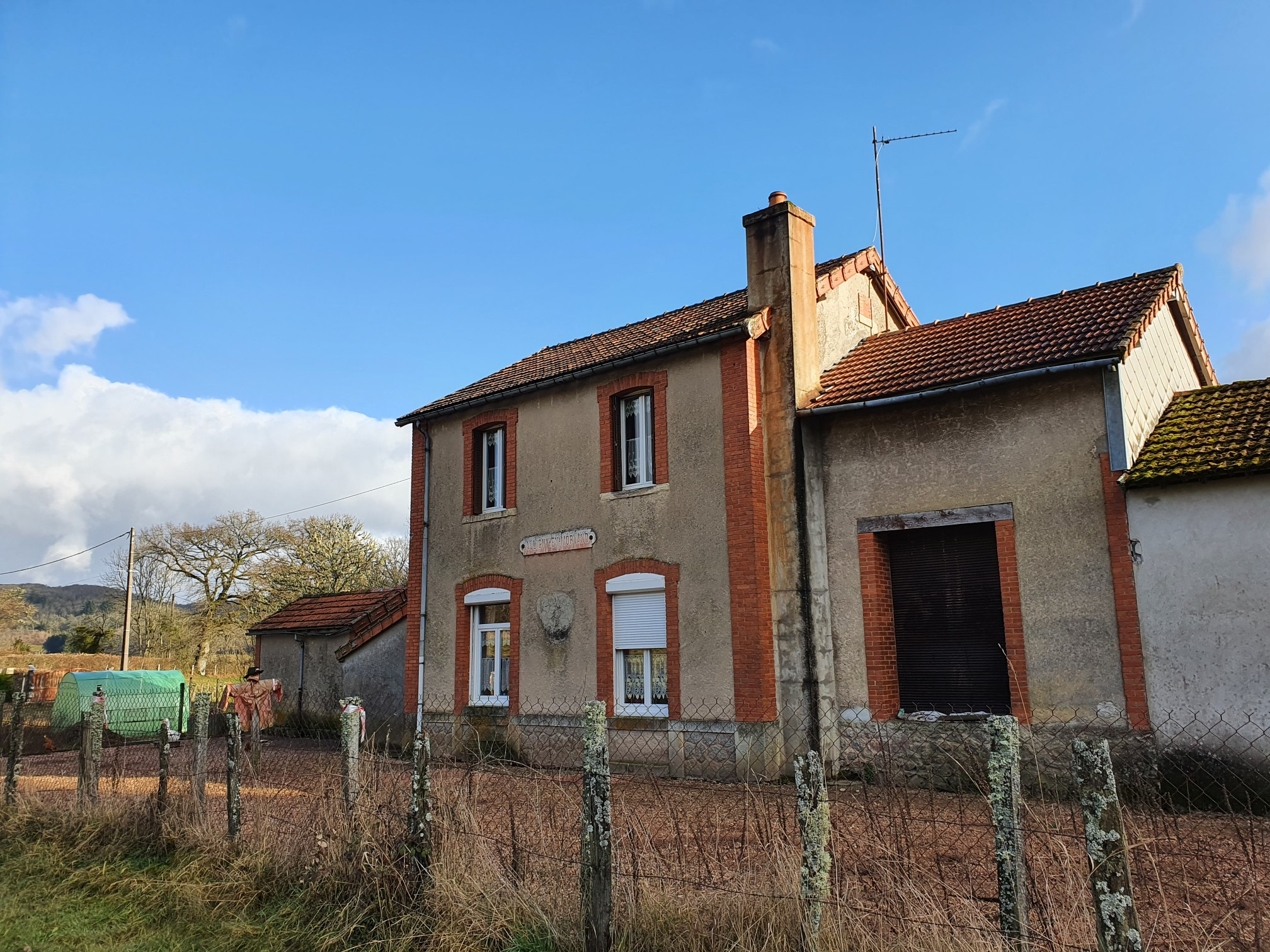
La gare d'Alligny-en-Morvan.
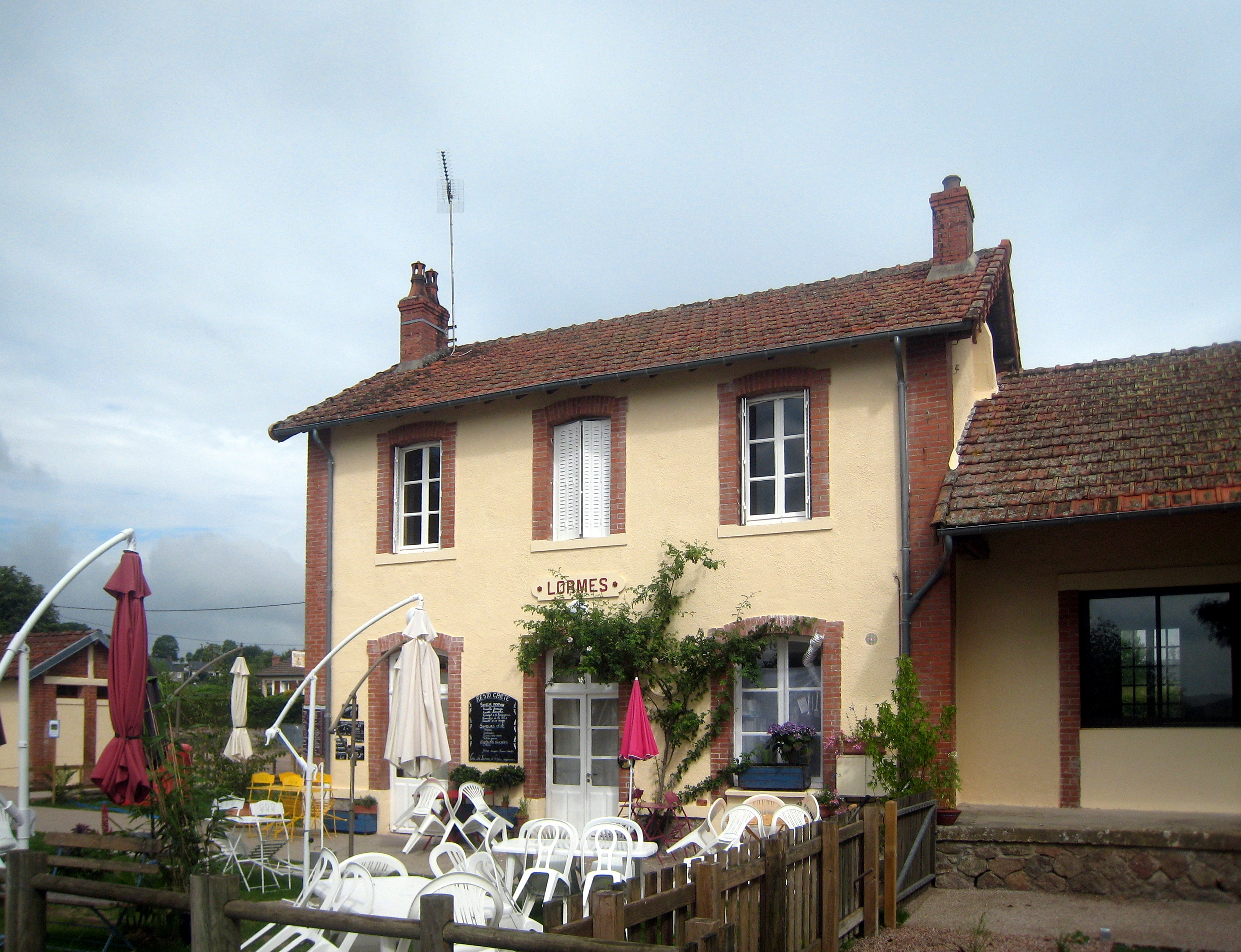
Gare de Lormes.
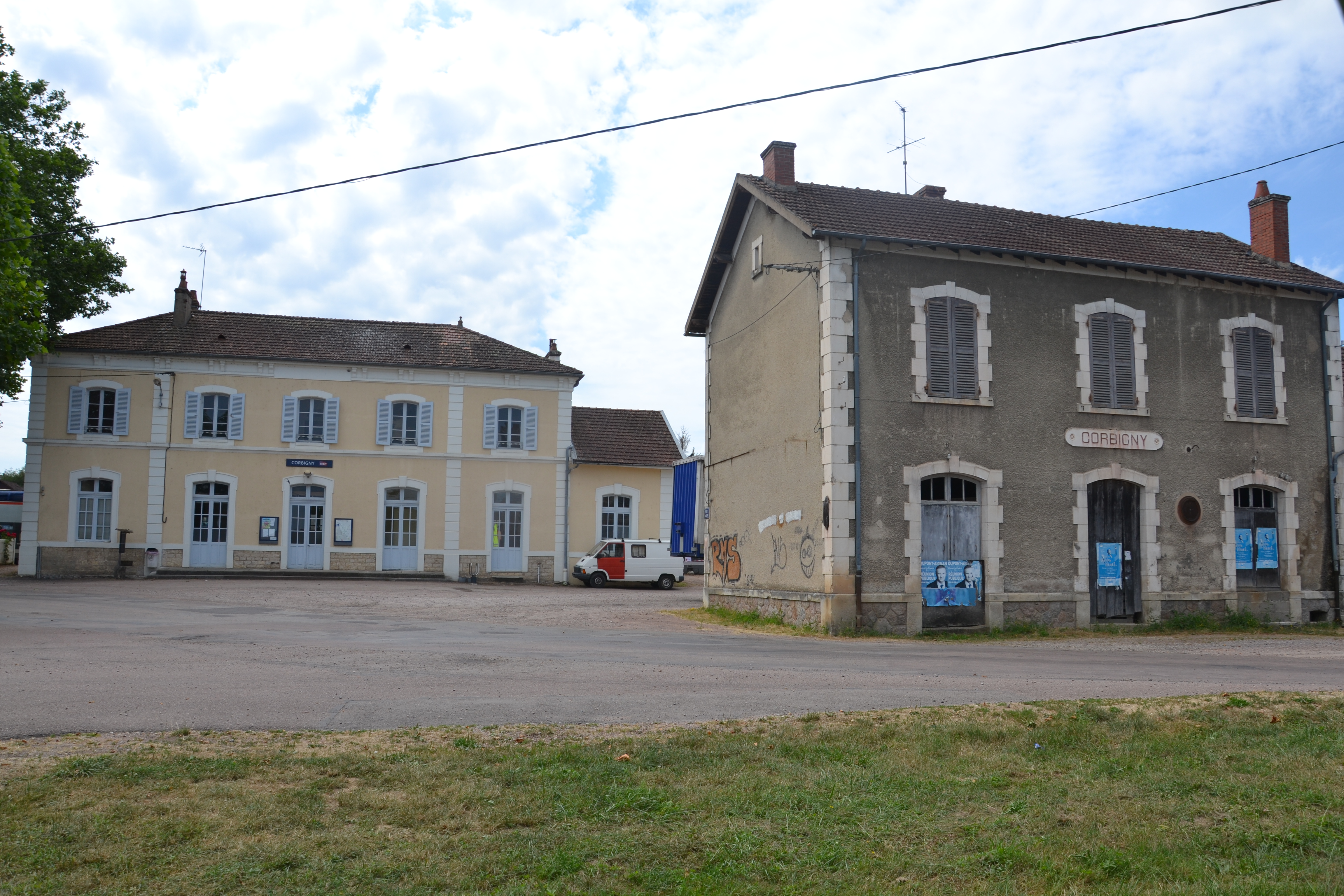
La gare de Corbigny SE à gauche et PLM à droite.
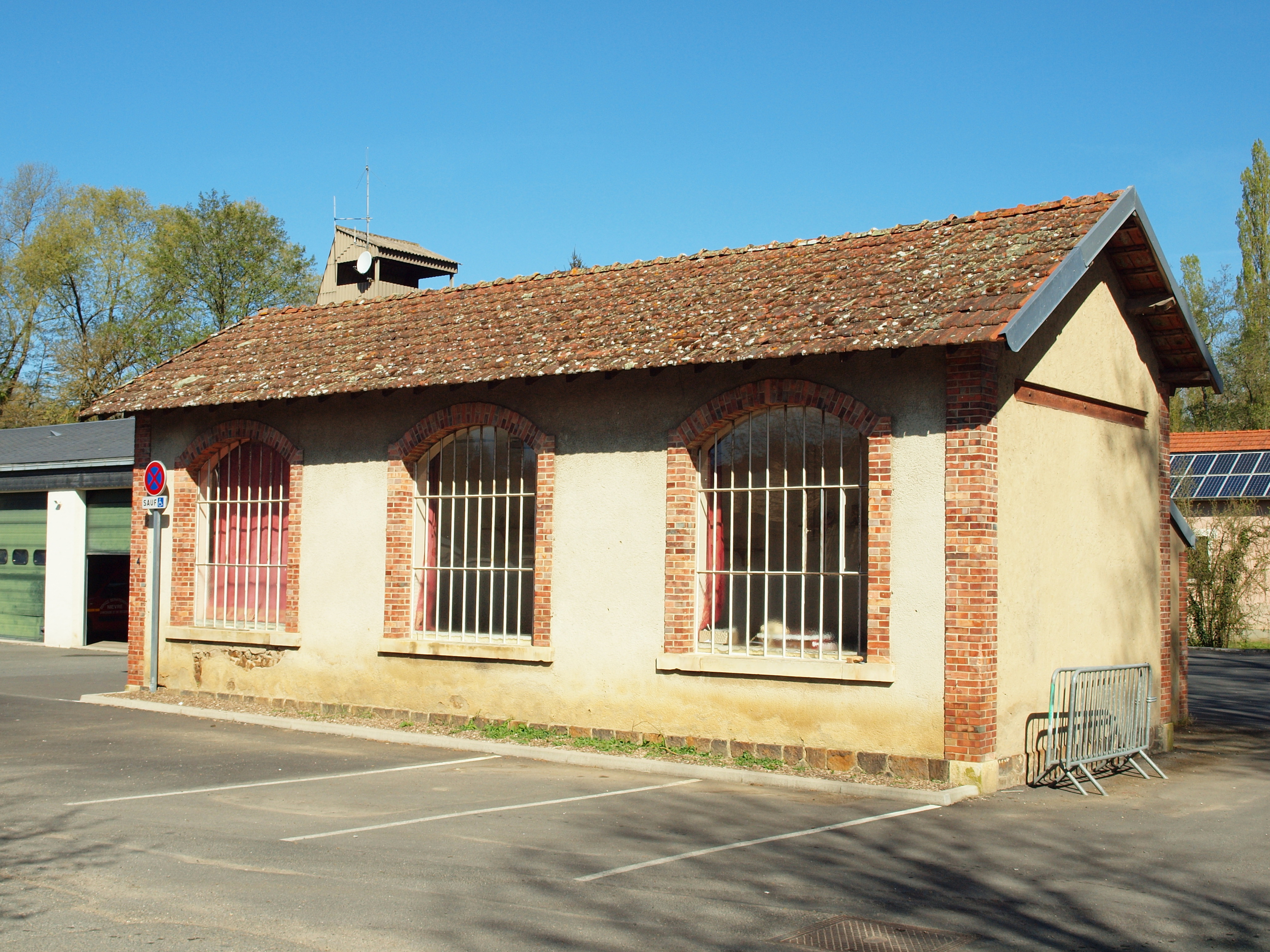
Ancienne remise pour locomotives de la gare de Saint-Amand-en-Puisaye.